# Amel Benaoudia
 (février 2021).
Si vous disposez d'ouvrages ou d'articles de référence ou si vous connaissez des sites web de qualité traitant du thème abordé ici, merci de compléter l'article en donnant les références utiles à sa vérifiabilité et en les liant à la section « Notes et références ».
 (juin 2020).
Amel Benaoudia (أمال بن عودية), née le 18 juin 1995 à Boghni, en Kabylie (Algérie), est une spécialiste des sports de combat et des arts martiaux.

## Biographie
À l'âge de 9 ans elle intègre le club « Kahina Sport Boghni », elle remporte 6 ans après un premier challenge international en août 2010 pour devenir dans la foulée championne régionale de Kick-Boxing un mois plus tard.
Elle devient championne de wilaya dans trois disciplines différentes en Full contact, Boxe Chinoise et Kick- Boxing en 2011 et 2012 avant d'empocher pour la première fois le titre de championne d'Algérie de Boxe Chinoise en 2012 à l'âge de dix-sept ans.
La boxeuse enchaîne avec des titres de championne d'Algérie de Full Contact et Kick Boxing en 2015 et Full Contact en 2017. 
En 2015, elle change de discipline en intégrant le club de Kempo Idurar de Tizi Ouzou ; trois ans après, elle est titrée championne de wilaya (Kempo et Kata) en mars 2018 et prend la 3e place au championnat d'Algérie de Full Kempo en 2018, 2019 et 2020 tout en s'accaparant la coupe nationale de Knock Down (Kempo) en 2019 puis le titre de Champion d'Algérie en 2020.
Ces très bons résultats lui ouvrent les portes de la sélection nationale Algérienne en 2020. Amel Benaoudia est sélectionnée pour les championnats du monde de Kempo qui se dérouleront dans les prochains mois, date qui sera fixé après la pandémie du Covid 19.
Elle est vice-championne du monde du Kumpo en 2021 à Antalya et en 2022 à Tunis.